# Patience Mthunzi-Kufa
Patience Mthunzi-Kufa (sinh ngày 2 tháng 5 năm 1976) là một nhà vật lý người Nam Phi và Trưởng phòng nghiên cứu Biophotonics tại Hội đồng Nghiên cứu Khoa học và Công nghiệp. Cô nhận được Huân chương Mapungubwe đồng.

## Tuổi thơ và giáo dục ban đầu
Patience Mthunzi-Kufa (Patience Mthunzi) sinh ngày 2 tháng 5 năm 1976 tại Orlando, Soweto. Cô học trường trung học Reasöma và đăng ký học cử nhân ngành Tâm lý học. Cô bắt đầu quan tâm đến khoa học sinh học, và chuyển sang chuyên ngành, tốt nghiệp Đại học Rand Africaans năm 1999. Ở cùng một tổ chức, cô đã hoàn thành chương trình sau đại học về Hóa sinh. Cô trích dẫn lời dì của mình như một nguồn cảm hứng: dì cô là một giáo viên và là thành viên duy nhất trong gia đình hoàn thành bằng thạc sĩ.
Mthunzi bắt đầu làm việc cho Trung tâm Laser quốc gia trong Hội đồng nghiên cứu khoa học và công nghiệp, nơi cô thành lập một cơ sở nuôi cấy tế bào chức năng. Trong khi tại một hội nghị ở San Diego, Mthunzi-Kufa đã thấy một bài thuyết trình về nhíp quang học khiến cô bắt đầu tìm kiếm nghề nghiệp trong lĩnh vực phát quang sinh học. Không thể học điều này ở Nam Phi, vì vậy cô chuyển đến Đại học St Andrew, nơi cô là nghiên cứu sinh tiến sĩ Nam Phi đầu tiên trong ngành học này. Cô đã nhận được bằng tiến sĩ năm 2010, "Phân loại quang học và chuyển đổi hình ảnh của các tế bào động vật có vú". Cô là thành viên của hội sinh viên SPIE ở St Andrew.

## Nghề nghiệp
Cô đã đến thăm Viện Khoa học và Công nghệ Okinawa để thảo luận về Ứng dụng Y sinh của Laser trong Biophotonics vào năm 2013.
Năm 2015, Mthunzi được bổ nhiệm làm thành viên TED. Cuộc nói chuyện trên TED của cô, Chúng ta có thể chữa khỏi HIV bằng laser không?, đã được xem hơn một triệu lần. Cô đã sử dụng cơ hội để thảo luận về mong muốn dịch nghiên cứu của mình từ đĩa petri sang thử nghiệm trên người. Bài nói chuyện của cô được khán giả ở Vancouver và các nhà khoa học trên toàn thế giới đón nhận.